# Good Guys Only Win in Movies
„Good Guys Only Win in Movies” – utwór niemieckiej piosenkarki C.C. Catch z jej trzeciego albumu pt. Like a Hurricane. Piosenkę napisał Dieter Bohlen. Nagranie zostało dwukrotnie wydane na singlu:
- 1988 – singel promował album Like a Hurricane, ukazał się wyłącznie w Hiszpanii i Danii.
- 1989 – singel promował kompilację Classics

Singel wydany w 1988 kontynuował pasmo sukcesów artystki w Hiszpanii, docierając do 6. miejsca na hiszpańskiej liście przebojów.

## Pierwsze wydanie (1988)

### Lista utworów

#### Wydanie na 7"[1]
A. „Good Guys Only Win In Movies” – 3:48
B. „Smokey Joe’s Cafe” – 3:41
- Nagranie na stronie B („Smokey Joe’s Cafe”) pochodzi z albumu Like a Hurricane.

#### Wydanie na 12"[2]
A. „Good Guys Only Win In Movies (Long Version)” – 5:42
B1. „Smokey Joe’s Cafe” – 3:41
B2. „Don’t Be A Hero” – 3:32
- Wszystkie nagrania na tym wydaniu pochodzą z albumu Like a Hurricane.

### Listy przebojów (1988)
| Państwo           | Najwyższa pozycja |
| ----------------- | ----------------- |
| Hiszpania (AFYVE) | 6                 |

## Drugie wydanie (1989)

### Lista utworów

#### Wydanie na 7"[4]
A. „Good Guys Only Win In Movies” – 3:48
B. „Are You Serious” – 2:58
- Faktyczna długość nagrania na stronie B („Are You Serious”) różni się od tej napisanej na okładce.
- Nagranie na stronie B („Are You Serious”) pochodzi z albumu Big Fun.

#### Wydanie na 12"[5]
A. „Good Guys Only Win In Movies (Extended Version)” – 5:42
B1. „Are You Serious” – 2:58
B2. „Good Guys Only Win In Movies (Radio Version)” – 3:48
- Wersja (Extended Version) nagrania „Good Guys Only Win In Movies” to wersja (Long Version) z albumu Like a Hurricane.
- Faktyczna długość nagrania „Are You Serious” (12"/B1) różni się od tej napisanej na okładce.
- Nagranie na stronie „Are You Serious” (12"/B1) pochodzi z albumu Big Fun.
- Wersja (Radio Version) nagrania „Good Guys Only Win In Movies” to wersja z wydania na 7".

#### Wydanie na CD[6]
1. „Good Guys Only Win In Movies (Extended Version)” – 5:42
2. „Are You Serious” – 2:58
3. „Good Guys Only Win In Movies (Radio Version)” – 3:48
- Wersja (Extended Version) nagrania „Good Guys Only Win In Movies” to wersja (Long Version) z albumu Like a Hurricane.
- Faktyczna długość nagrania „Are You Serious” (12"/B1) różni się od tej napisanej na okładce.
- Nagranie na stronie „Are You Serious” (12"/B1) pochodzi z albumu Big Fun.
- Wersja (Radio Version) nagrania „Good Guys Only Win In Movies” to wersja z wydania na 7".

## Autorzy[7]
- Muzyka: Dieter Bohlen
- Autor tekstów: Dieter Bohlen
- Śpiew: C.C. Catch
- Producent: Dieter Bohlen
- Aranżacja: Dieter Bohlen
- Współproducent: Luis Rodríguez